# Ustav Republike Hrvatske
Ustav Republike Hrvatske jedinstveni je opći pravni akt s najvišom pravnom snagom u Republici Hrvatskoj u kojem je sadržan pretežit broj ustavnopravnih normi. Donio ga je Hrvatski sabor 22. prosinca 1990., pa ga se naziva Božićnim Ustavom. Sadrži 152 članka u X dijelova, te prema tome i prema duljini teksta spada u kraće ustave.
Izvorni tekst Ustava imao je 142 članka u IX dijelova. Prva izmjena Ustava dogodila se 18. prosinca 1997. Ustavnim zakonom o izmjenama i dopunama Ustava Republike Hrvatske. Važna revizija Ustava dogodila se i 9. studenog 2000. Nove izmjene uslijedile su u ožujku 2001., nakon čega je objavljen pročišćeni tekst Ustava te manje ispravke. Posljednji put je mijenjan 11. prosinca 2013. amandmanom na članak 62. kojim je određeno da je brak životna zajednica muškarca i žene.

## Struktura Ustava Republike Hrvatske